# جمهوری هلند
جمهوری هلند یا جمهوری متحد هفت ایالتی هلند (به هلندی: Republiek der Zeven Verenigde Nederlanden) حکومتی کوچک و در عین حال نیرومند میان سال‌های ۱۵۸۱ تا ۱۷۹۵ بود.

## پیدایش
تا اواخر سده شانزدهم (میلادی) هلند با نام هلند هابسبورگ و هلند اسپانیا زیر فرمان امپراتوری اسپانیا بود و جزئی از خاک امپراتوری هابسبورگ به شمار می‌آمد، مردم پروتستان هلند که از این حکومت کاتولیک ناخرسند بودند، در سال ۱۵۶۸ (میلادی) انقلابی بر ضد اسپانیا به فرماندهی ویلیام خاموش آغازیدند. جرقه این انقلاب مالیات بالایی که فلیپه دوم، پادشاه اسپانیا، می‌گرفت و تلاش در جهت مدرنیزه و تمرکز برای تغییر حالت وسطایی آن زمان داشت که سرانجام در سال ۱۵۸۱ به پیروزی رسید.
در سال ۱۷۹۵ در جریان حملهٔ انقلابی‌های فرانسه به هلند جمهوری جدیدی به نام جمهوری باتاو جانشین جمهوری هلند شد، که طرفداران ناپلئون مایل اند، آن را پادشاهی هلند بخوانند. هرچند هلند در سال ۱۸۱۳ از امپراتوری فرانسه استقلال یافت، اما ویلم یکم شاهزاده ناسو تاج پادشاهی بر سر گذاشت و از آن پس حکومت جمهوری از میان رفت.